# Johann Georg von der Hauben

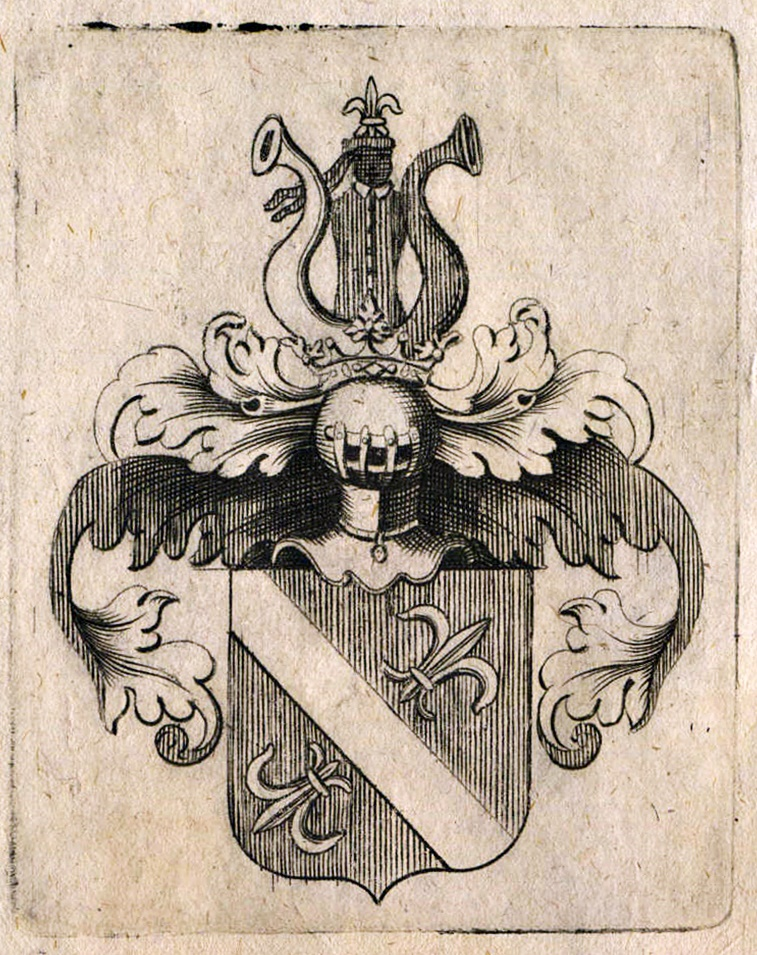
Familienwappen

Johann Georg von der Hauben (* 6. Dezember 1657; † 16. August 1717 bei Belgrad) war ein Graf und Feldmarschallleutnant der kaiserlichen Reichsarmee.

## Herkunft und Familie
Er entstammte dem alten Pfälzischen Adelsgeschlecht von der Hauben und war der Sohn des Hans Georg von der Hauben († 1691) sowie seiner Gattin Katharina Megenzer von Velldorf. Von seinen fünf Brüdern amtierten Johann Lothar († 1723), Johann Ernst und Johannes († 1700) als Domherren zu Worms. Der Bruder Johann Carl († 1726) folgte ihm in den Familienbesitztümern nach und der Bruder Johann Friedrich fiel 1709 als kaiserlicher Oberst und Kommandeur des Markgraf Ludwig Georg Simpert von Baden-Baden unterstehenden Regiments „Altbaden“, in der Schlacht bei Malplaquet. Die Familie bekannte sich zum katholischen Glauben.

## Leben
Johann Georg von der Hauben war zunächst Ober-Jägermeister in der Markgrafschaft Baden-Baden. Ab 1691 erscheint er als kaiserlicher Generaladjutant und diente im baden-badischen Kontingent der Reichsarmee. Am 2. September 1694 erfolgte die Erhebung zum Reichsfreiherrn, mit Datum vom 16. September 1699 verlieh ihm der Pfälzer Kurfürst Johann Wilhelm die Ortsherrschaft zu Gerolsheim. Durch persönliche Unterstützung des Markgrafen Ludwig Wilhelm, dem sogenannten Türkenlouis, avancierte er am 5. Oktober 1701 zum Oberst. 1704 erhob Kaiser Leopold I. den Offizier zum Reichsgrafen und Kammerherrn. Er kämpfte im Spanischen Erbfolgekrieg und erhielt am 10. Mai 1708 die Beförderung zum Generalfeldwachtmeister zu Pferde.
Am 3. Mai 1716 wurde Johann Georg von der Hauben Feldmarschall-Leutnant und nahm unter dem Kommando des Prinzen Eugen von Savoyen  am Venezianisch-Österreichischen Türkenkrieg teil. Im Gefecht bei Karlowitz, am 2. August 1716 verwundet kämpfte er schon drei Tage später in der Schlacht von Peterwardein, wonach ihn Kaiser Karl VI. zum Inhaber eines Kürassier-Regimentes bestimmte. Bei Karlowitz schoss der General, im Beisein des Feldmarschalls Johann Pálffy, mit der Pistole den kommandierenden türkischen Pascha vom Pferd.
1717 focht er in der Schlacht von Belgrad. Der ganze Feldzug war auf die Eroberung dieser Stadt ausgerichtet. Mitte Juni begann die Belagerung der mit 30.000 Türken besetzten Festung durch die Truppen Prinz Eugens; am 23. Juli fing man mit der Beschießung an. General von der Hauben besetzte mit seinem Korps zunächst Semlin und leitete dann die Angriffe von der Flussseite her, während Herzog Karl Alexander von Württemberg die von der Landseite befehligte. Anfang August traf ein 200.000 Mann starkes, türkisches Entsatzheer ein und belagerte nun seinerseits die 70.000 christlichen Soldaten. Noch bevor die zahlenmäßig überlegene Entsatzarmee in den Kampf eingreifen konnte, ging Prinz Eugen am 16. August selbst zum Angriff über, der nach langen und erbitterten Gefechten schließlich mit einem überwältigenden Sieg der österreichischen Truppen endete. Das Entsatzheer floh und die Stadt ergab sich am 22. August. Johann Georg von der Hauben gehörte zu den ersten Kriegern, die am 16. August ins Gefecht traten. Frühmorgens traf er mit seinen Männern auf türkische Reiter und es entwickelte sich ein heftiger Nahkampf, wobei er umkam und – wie es im zeitgenössischen Bericht heißt – „erbärmlich zerhaut“ aufgefunden wurde.
Der Offizier fand sein Grab auf dem Schlachtfeld. In der Heimat ließ ihm seine Familie, in der katholischen Kirche von Gerolsheim, ein großes Epitaph errichten das dort erhalten ist. Er, Feldmarschall-Leutnant Fürst Joseph Anton von Lobkowitz und Generalwachtmeister Freiherr Damian Casimir von Dalberg sind auf christlicher Seite die drei ranghöchsten vor Belgrad gefallenen Soldaten.
Johann Georg von der Hauben war verheiratet mit Amalia Eleonore Staël von Holstein. Durch sie gehörte ihm zeitweise das Rittergut Haus Heisingen bei Essen. Mit seiner Frau hatte er die Tochter Franziska Augusta Antonia (1697–1758), die den bayerischen Grafen Maximilian Joseph I. von Toerring-Jettenbach heiratete (1694–1769). Deren Sohn war der Regensburger bzw. Freisinger Fürstbischof Maximilian Prokop von Toerring-Jettenbach (1739–1789). Seiner Tochter vermachte General von der Hauben auch die von ihm erworbenen böhmischen Herrschaften Kronporitschen (Červené Poříčí) und Brzeskowitz (Vřeskovice).